# 塞尔索拉莫斯
塞尔索拉莫斯是巴西圣卡塔琳娜州的一个市镇。总面积207.409平方公里，总人口2391人，人口密度11.5人/平方公里。